# 大斑歧鬚鮠
大斑歧鬚鮠，為輻鰭魚綱鯰形目倒立鯰科的其中一種，為熱帶淡水魚，分布於非洲庫內內河、奧塔萬戈河及三比西河上游流域，體長可達17.1公分，棲息在底中層水域，生活習性不明。